# 北沢喜代治
北沢 喜代治（きたざわ きよじ、1906年10月17日 - 1980年8月11日）は、日本の作家。

## 生涯
長野県上高井郡須坂町（現須坂市）生まれ。旧制松本中学（長野県松本深志高等学校）、旧制松本高等学校文科甲類を経て東京帝国大学国文科卒業。
富山県旧制高岡中学（富山県立高岡高等学校）などの教壇に立つ傍ら、1937年、臼井吉見らと同人誌『鳰の巣』を発行し「最後の銅貨」などの小説を発表。『早稲田文学』には「雁の書」が掲載された。
詩集『兄の最後の手紙』（1935年）では貧困への憎悪を表現したものであるが、秋山清には酷評された。
戦時中は宇野浩二が北沢を頼り松本に疎開。戦後は小谷剛主宰の『作家』に「日之島」、「夢三代」などの小説集を出した。
1951年から松本市議会議員を1期務めた。
晩年の1961年に自ら『屋上』を主宰し、「妙な幸福」、「鵠凍えず」などを刊行した。